# 瑞星陷害微點案
瑞星陷害微點案是指從2005年6月左右至2008年2月發生的北京瑞星科技股份有限公司涉嫌通過行賄、造假等手段陷害競爭對手北京東方微點信息技術有限公司及其成員的案件。被中國大陸媒體稱為中國大陆「杀毒软件業最大醜聞」。原北京市公安局網監處處長于兵被判處死緩，北京東方微點信息技術有限責任公司原副總經理田亞葵亦獲得國家賠償。

## 背景
原北京瑞星科技股份有限公司董事總經理兼總工程師劉旭從瑞星公司離職兩年後，於2005年1月創辦了北京東方微點信息技術有限公司。而當時瑞星公司已經在中國IT安全市場拥有最大的市場佔有率。

## 起因
2005年5月13日及同月31日，劉旭在《光明日報》上先後發表了“殺毒軟體亟待克服重大技術缺陷 我國應盡快研製主動防禦型產品”和“主動防禦電腦病毒并非天方夜譚”的文章，同時開始著手準備微點公司“主動防禦軟體”上市的前期準備工作。而當時處於安全市場壟斷地位的瑞星公司，深感微點公司的產品一旦上市就會對自己的產品造成衝擊。所以通過賄賂買通時任北京公安局公共信息網絡安全監察處（以下簡稱：網監處）處長于兵，通過報假案、假損失、假鑑定等手段栽贓陷害微點公司及其成員，阻撓微點公司產品的上市。意圖竊取其核心技術，並置微點於死地。

## 經過
2005年6月21日，劉旭向網監處提出了備案申請。網監處不僅不給予備案，反而以“反病毒公司資質調查”、“未採取安全技術防范措施”為由，多次傳喚劉旭在內的管理、研發人員。存有微點“主動防禦軟體”方案設計、源代碼等核心機密的數十台電腦被扣押。并且在未出具任何合法手續的情況下，被直接送到了微點公司的競爭對手瑞星公司。同時，诬陷微点公司副总田亚葵在互联网上傳播“W32.Spybot.worm”、“W32.Sobig.E@mm”、“Download.Trojan”、“Downloader.Trojan”四种病毒，致使与其使用同一路由器连接互联网的健桥证券股份有限公司北京管理部、北京思麦特管理顾问有限公司等用户受到感染，造成经济损失18萬餘元。
2005年8月27日，于兵為證實從思麥特公司和健橋公司查到木馬病毒是從微點公司副總經理田亞葵筆記本電腦中傳播出來的，在其授意下召集了北京江民新技術有限公司、北京金山軟體股份有限公司、北京赛门铁克信息技术有限公司、北京啟明星辰資訊技術有限公司四家公司的病毒專家論證會。于兵通过提供虚假材料使专家得出“基本可以确定”意见，并授意网监处民警齐坤将其篡改为“可以确定”，同时附至自行修改的另一份纪要后面。隨後網監處於8月30日凌晨，依照《刑法》第二百八十六條第三款之規定，將所謂“涉嫌故意製作、傳播計算機病毒等破壞程序影響計算機系統正常運行造成嚴重後果”的微點公司副總經理田亞葵刑事拘留。在田亞葵被拘留後，微點公司研發部負責病毒庫保管的崔素輝，也遭到通緝。為了保存公司研發實力，劉旭把研發部悄悄地從北京轉移到了福州。同年9月6日，中國國家計算機病毒防治產品檢測中心收到網監處的公函，以微點公司涉案為由，要求其對微點產品不予檢測，封殺了微點公司防病毒產品的上市權利。田亞葵被刑事拘留後，由於缺少報案材料，于兵又指使他人到北京另外三家殺毒軟件公司（北京江民新技術有限公司、北京金山軟體股份有限公司、北京啟明星辰資訊技術有限公司）做工作，讓三家公司分別出具虛假“病毒爆發”证明材料。同時，于兵指使委託由瑞星公司副總裁趙四章推薦的瑞星公司監事為合夥人的中潤華會計師事務所，對微點副總田亞葵傳播病毒案件涉及的有關損失進行評估，並將該會計師事務所的違規評估結論作為認定田亞葵構成“破壞計算機信息系統罪”和“侵犯商業秘密罪”的主要證據。到了10月21日，網監處發布“破獲國內首例防病毒公司傳播病毒案”的新聞。
2006年7月28日，田亚葵在经历了11月的拘留后辦理取保候審，被北京市海淀區人民检察院释放。到了11月20日，北京市海淀區检察院對田亞葵作出了不起訴的決定。微點主動防禦軟體在因所謂“國內首例防病毒公司傳播病毒案”被封殺兩年半後，獲准向國家電腦病毒防治產品檢測中心辦理產品上市銷售前的檢測手續。
2007年12月19日和同月25日，《科技日報》在顯著位置分別以“微點軟件的上市之路為何如此艱難”和“誰保障自主創新成果不遭封殺”為題，對微點軟件遭封殺的事件進行了披露，發出了“微點事件”背後到底是否另有“黑幕”的拷問。
2008年2月，微點主動防禦軟體終於獲得被阻擾了近三年的銷售許可證。同年7月，北京市紀委接到實名舉報，反映于兵等人存在徇私枉法等問題。市紀委高度重視，成立專案組對于兵等人的嚴重違法違紀問題進行立案調查。據查，于兵涉嫌收受瑞星公司賄賂、利用職務便利貪污公款，涉案金額巨大。據來自中國大陸檢察系統的消息，于兵涉案金額高達人民幣4000多萬元。

## 調查情況
于兵等人稱，田亞葵所用的筆記本電腦中，有四種病毒於2004年12月21日被激活對外傳播，造成較大損失。而經查，田亞葵筆記本電腦上網的ADSL電話線是2005年4月1日才開通使用。經中國國家信息中心電子數據司法鑑定中心重新鑑定，在田亞葵筆記本電腦中四種病毒只發現了三種，而且從未被激活過。北京市紀檢機關經立案調查，查明“北京東方微點傳播計算機病毒案件”是調取假報案、假損失、假鑑定等證據材料製造的一起假案。于兵因涉嫌受賄、陷害他人，以及貪污公款等罪，遭北京紀律部門調查。而涉嫌行賄的瑞星公司副總裁趙四章，則已經被逮捕。

## 事件進展
2009年2月7日，微點公司總經理劉旭向記者表示，“正在準備向瑞星公司索賠”。根據微點公司提供的數字，主動防禦軟體上市受阻近三年，使微點公司蒙受直接經濟損失人民幣三千多萬元。
2月17日，瑞星公司上世纪90年代中期总经理、从业20多年的记者王学武在《科技日報》發表了名為“一項重大原始創新何以大難不死——北京東方微點公司起死回生始末”的文章。《北京晚报》亦发表“杀毒业最大的丑闻是如何炮制的”文章。隨後，中國各大門戶網站、新聞網站、IT網站以及為數眾多的網路論壇均對此事件發布新聞評論或者轉載相關文章，引起各方強烈反應。
2月18日，瑞星公司以瑞星公司董事会名义发表“记者王学武编造假新闻 恶意诽谤瑞星公司”的聲明。同日，原先登出報導的網站，大多數都開始刪除相關信息，或禁止對此案件的討論。
2月19日，東方微點公司發表駁斥瑞星公司的“嚴正聲明”。同日，北京江民科技有限公司、北京金山軟體股份有限公司、北京啟明星辰資訊技術有限公司等反病毒公司對曾為此案出具虛假“病毒爆發”證據的說法予以否認但网上有视频表明当时江民提供了病毒爆发证明。。當日晚间，網路上亦出現自稱是由中國「國內對瑞星強烈不滿的熱心網友」創建起來的名為「反瑞星聯盟」的「非盈利公益組織」的網站。
2月21日，江民公司創始人王江民在接受大陸IT商業新聞網採訪時表示“微点在故意炒作自己的产品，同时打压其他竞争对手”。同時再次否認曾對此案出具虛假“病毒爆發”的證據。
2月23日，记者王学武发布声明，称瑞星公司董事会的声明“捏造事实对本人进行恶意诽谤，严重侵害本人名誉。”“本人已于2月23日正式起诉瑞星公司。”
2月25日，瑞星公司發表名為「记者王学武5年编造30余篇假新闻 吹捧刘旭攻击安全行业陷害瑞星」的聲明，稱自2005年以来，王学武伙同刘旭「利用其媒体关系网陆续编造30余篇假新闻」，「攻击整个国内外安全行业」，「诋毁、丑化瑞星公司」，「为刘旭和其产品作虚假宣传」。
10月16日，海淀法院认定北京瑞星信息技术有限公司的行为构成对王学武名誉权的侵害。被告北京瑞星信息技术有限公司被判向王学武赔礼道歉，并赔偿精神损害抚慰金五千元。
2010年2月4日，北京市第一中级人民法院审理于兵案，认为于兵“无中生有，挟私报复，完全栽赃陷害，利用职权来制造冤案”，微点公司副总经理田亚葵被刑事拘留11个月为冤案。
8月20日，北京市第一中级人民法院以贪污罪、受贿罪、徇私枉法罪，数罪并罚，判处北京市公安局原网监处处长于兵死刑,缓期两年执行。检方指控其受贿共分4笔,涉案千余万元,均为于兵在任网监处处长期间收受。行贿者共4家网络公司,其中瑞星公司向其行贿420万余元。。
11月，北京市高級法院對北京市公安局原網監處處長于兵貪污、受賄1690余萬元及徇私枉法案，作出核准死緩判決的裁定。
2011年7月，北京東方微點信息技術有限責任公司原副總經理田亞葵，獲得國家賠償。
2011年9月5日，鉴于判决生效后八个多月，瑞星公司一直未履行法院裁决，刊登致歉声明，北京市海淀法院在中国计算机报刊登《公告》，强制执行刊登终审判决书主要内容。

## 外部連結
- （简体中文）北京瑞星科技股份有限公司 （页面存档备份，存于）
- （简体中文）北京東方微點信息技術有限公司 （页面存档备份，存于）
- （简体中文）北京江民科技有限公司 （页面存档备份，存于）
- （简体中文）北京金山軟體股份有限公司 （页面存档备份，存于）